# Nathalia Arcuri
Nathalia de Oliveira Rosa Arcuri (Mogi das Cruzes, 8 de fevereiro de 1985) é uma especialista em finanças, apresentadora e jornalista brasileira. É conhecida pelo canal Me Poupe! no YouTube, pioneiro na criação do conceito de entretenimento financeiro, atualmente o maior canal sobre finanças do mundo. 
É formada em jornalismo pelo Centro Universitário das Faculdades Metropolitanas Unidas, e teve passagens pelo SBT e pela Record. Apresentou na Band, em 2019, o programa Me Poupe, Dívidas Nunca Mais!, e em 2021, o Me Poupe Show, na RedeTV!

## Biografia
Nascida em Mogi das Cruzes, Nathalia Arcuri é filha do meio (de um total de três) de um engenheiro civil e de uma dona de casa, uma família de classe média. O interesse por economia vem desde os 7 anos de idade, quando questionou seus pais se tinha uma poupança, após ouvir de uma colega da escola que o pai fizera uma poupança em seu nome, para que, aos 18, pudesse comprar um carro. O pai a incentivou a correr atrás de seus desejos por conta própria. Aos 15 anos, Nathalia começa a fazer economias, quando faz um curso de teatro e recebe convites para comerciais de televisão. Além de diretora de conteúdo das plataformas digitais e CEO da Me Poupe!, Nathalia comanda o programa Me Poupe 89!, é professora da Jornada da Desfudência, comanda o Reality Me Poupe! e é inspiração não só no campo das finanças, mas no universo do empreendedorismo feminino geral.

## Carreira
Formada em jornalismo pelo Centro Universitário das Faculdades Metropolitanas Unidas (FMU FIAM-FAAM), Nathalia Arcuri começou sua carreira no SBT em 2006, atuando como repórter. Em 2009, assume a previsão do tempo do vespertino Olha Você e no mesmo ano é contratada pela Rede Record, onde começa atuando como repórter do matinal Hoje em Dia, posteriormente passando a apresentar a edição de sábado. Especializou-se em educação financeira pelo Instituto DSOP, planejamento financeiro pelo INSPER e possui três certificações pela Sociedade Brasileira de Coaching. A especialização surgiu no período em que sugeriu para a Record um reality show sobre economia, mas que foi recusado diversas vezes. Pediu demissão da emissora em 2015, quando começa a investir no YouTube com seu canal Me Poupe!, originado de seu blog lançado em 2013.
Em 2017, Nathalia Arcuri alcançou o primeiro milhão de reais investidos, e em 2019, 5 milhões. Em dezembro de 2019, entrou no ranking do instituto QualiBest como uma das maiores influenciadoras digitais do Brasil.
Em janeiro de 2020, Nathalia Arcuri foi destaque no Fórum Econômico Mundial de Davos, sendo a única influenciadora digital brasileira convidada para o evento. Em 25 de junho de 2020, participou da live no Instagram do Valor Investe (Rede Globo), para falar sobre como reorganizar a vida financeira após o início da Pandemia de COVID-19. Mais tarde, participa da webssérie "S.O.S. Empreendedor", promovida pelo Fórum de Jovens Empreendedores da ACSP.
Em abril de 2021, começou a apresentar na RedeTV! o programa Me Poupe! Show. Em 7 de julho do mesmo ano, Nathalia Arcuri encerrou o programa e deixou a emissora poucas exibições pós estreia devida a baixa audiência frente ao investimento e divulgação da RedeTV! que lhe dava as segundas-feiras a noite na faixa final do horário nobre.
Em 16 maio de 2022, lançou em seu canal no YouTube o reality Pimp My Money, onde ajuda os participantes a investirem mais.

## Vida pessoal
Foi casada com Érico Borgo. No final de novembro de 2023, anunciou sua separação em seu perfil pessoal do Instagram.

## Me Poupe!
Em 2016, Nathalia estreia na 89 FM A Rádio Rock com o semanal Me Poupe 89, ao lado dos radialistas Yuri Danka e Cadu Previero. Em 2017, o canal Me Poupe! passou de 300 mil seguidores para mais de 1,1 milhão de inscritos. No mesmo ano, foi considerada a segunda youtuber mais influente do Brasil, de acordo com pesquisa Ipsos.
Hoje a gente [da equipe Me Poupe!] faz um papel que não é nosso, mas que seria do Estado. Assim como contribuir para a educação (...) Mas eu não vou ficar aqui de braços cruzados esperando o governo fazer alguma coisa que é o que de fato, na minha opinião, vai mudar o Brasil.— Nathalia Arcuri em entrevista ao Yahoo! Finanças Brasil, em abril de 2020
Em 24 de maio de 2018, lançou seu primeiro livro intitulado Me Poupe! - 10 passos para nunca mais faltar dinheiro no seu bolso pela Editora Sextante. Na obra, ela ensina ao leitor de forma simples, mantendo a linguagem que a caracterizou na internet, sobre educação financeira e dá dicas para administrar bem o orçamento familiar. Em menos de dois meses, foram vendidos mais de 25 mil exemplares, tornando-se um best-seller. Desde o lançamento, o livro aparece entre os mais vendidos.
Em 2019, o Me Poupe! foi lançado na Band. Seis marcas patrocinaram o programa com a Rede Bandeirantes: Mercado Pago, 99, TIM, Enel, Banco24Horas e Camil. No dia 28 de maio de 2020, foi publicado um vídeo no canal do YouTube do Me Poupe!,  mostrando o faturamento dele com anúncios na plataforma nos primeiros cinco anos. Ainda em maio, o Me Poupe! entra na lista das marcas mais bem lembradas durante a Pandemia de Covid-19.
Em 30 de novembro de 2020, Nathalia Arcuri anunciou o fim das parcerias comerciais no Me Poupe!.

## Filantropia
Em agosto de 2017, Nathalia Arcuri promoveu em seu canal no YouTube uma campanha para que seus seguidores doassem para o Grupo de Apoio ao Adolescente e à Criança com Câncer (GRAACC), a partir de um código no PicPay. Em maio de 2019, foi convidada pela instituição para conceder uma palestra no "Encontros Graac", que segundo a instituição "faz parte de uma série de palestras promovidas pela instituição com o objetivo de reunir grandes personalidades e seus públicos em prol do combate ao câncer infantojuvenil." Nathalia Arcuri doou o cachê que recebeu para o GRAACC, que tinha sido arrecadado com a venda dos ingressos.
Em abril de 2020, lançou o "S.O.S Me Poupe!", uma plataforma gratuita para ajudar pequenos negócios e profissionais autônomos afetados pela crise iniciada com a Pandemia de COVID-19. Também devido a crise, disponibilizou a cópia digital do livro Me Poupe! gratuitamente no Amazon Kindle, durante o mês de março, no início da crise. No mesmo mês, também gravou vídeos incentivando que as pessoas fizessem doações. Em julho de 2020, participou do debate #ComoPossoAjudar, promovido pela Folha de S.Paulo, onde foi discutido com outros empreendedores questões sobre como ajudar as pessoas na pandemia.

## Filmografia
Televisão
Como apresentadora
- 2019: "Me Poupe, Dívidas Nunca Mais", na Rede Bandeirantes[32]
- 2020: "Mulheres que Mudam o Mundo", no YouTube Originals, 6 episódios[33]
- 2021: "Me Poupe! Show", na RedeTV![34]
- 2022: Pimp My Money, YouTube[10]
- 2023: Os Caminhos do Dinheiro, Canal Futura[35]

## Campanhas publicitárias
- 2020: Febrafite[36]
- 2020: Estácio[37]

## Prêmios
- Prêmio IBCPF de planejamento financeiro (2014)[38]

Prêmio Comunique-se
- Melhor Jornalista de Economia em Midia Escrita (2018)[39]

Troféu Mulher Imprensa
- Jornalista Revelação na web (2018)[40]

Prêmio iBest
- Vencedor pelo Júri Popular e Oficial na categoria de Investimentos (2020)[41]